# Монастир (вилайет)
Монасти́р (араб. ولاية المنستير‎) — вилайет на северо-востоке Туниса.
Административный центр — город Монастир. Площадь — 1 019 км², население — 494 900 человек (2007 год).

## География
На западе граничит с вилайетом Сус, на юге с вилайетом Махдия. Омывается водами Средиземного моря (залив Хаммамет).

## Административное деление
Вилайет Монастир делится на 13 округов:
- Бекальта (Bekalta)
- Бембла (Bembla)
- Бени-Хассан (Beni Hassen)
- Джеммаль (Jemmal)
- Ксар-Хеллаль (Ksar Hellal)
- Ксибет-эль-Медиуни (Ksibet el-Médiouni)
- Мокнин (Moknine)
- Монастир (Monastir)
- Эль-Варданин (Ouerdanine)
- Эс-Сахилин (Sahline)
- Эс-Сайяда (Sayada)
- Тебульба (Téboulba)
- Зерамдин (Zéramdine)